# Junta Militar (Perú, 1968)
La Junta Militar o Junta Revolucionaria, fue una junta militar de corte nacionalista de izquierda en Perú. El Gobierno Revolucionario de la Fuerza Armada fue dirigido por los generales EP Juan Velasco Alvarado y Francisco Morales Bermúdez

## Golpe de Estado
En 1969, el Ejército del Perú dirigido por Juan Velasco Alvarado dirigió un golpe de Estado contra el gobierno del presidente Fernando Belaúnde. Como consecuencia se nombró a Juan Velasco Alvarado como Presidente del Perú y se dio inicio a un gobierno de corte nacionalista.

## Gobierno de Juan Velasco Alvarado (1968–1975)
En 1968, se estableció el gobierno institucional de las Fuerzas Armadas, presidido por el militar Juan Velasco Alvarado en representación de las instituciones militares. Este gobierno fue de corte autoritario y verticalista, se condujo bajo la figura de la revolución, el corporativismo y la democracia social; además, el nacionalismo y la antioligarquía. Como señala Cotler: “El corporativismo funciona como un esquema de organización política donde se segmenta a las clases sociales para integrarlas en organizaciones policlasistas de carácter “funcional”, impuestas y controladas autoritariamente por el Estado, que les inculca una ideología de conciliación de clases”.
De esta manera, se pretendió dejar de lado antiguos modelos de gobierno con partidos tradicionales (considerados obstruccionistas) y organizaciones oligárquicas, ya que se encontraban muy desprestigiadas, por lo que los militares señalaban que los civiles propiciaban la ingobernabilidad; por lo que se buscó la revolución mediante el gobierno militar, para cambiar estructuras que impedían reformas en favor de las clases bajas; además de dar fin al orden oligárquico.
Es por ello, que se quiso hacer un cambio de la percepción social y las clases, ya que como señala Peter Klarén, “En retrospectiva, el GRFA (Gobierno revolucionario de las FF.AA) percibía que la desunión y el subdesarrollo constituían los principales problemas del país, siendo sus causas la “dependencia externa” del capital extranjero y la “dominación interna” por parte de una oligarquía poderosa”. Por ello, para el gobierno militar, el subdesarrollo no se debía a falta de capacidad, sino a falta de oportunidades hacia una población históricamente relegada por la oligarquía.
Bajo esta premisa, el gobierno militar, reivindicó a la patria a partir de la población históricamente marginada. Para ello, se realzaron los valores nacionales mediante un discurso nacionalista, con elementos como el quechua, el indigenismo, el campo y el Inca Túpac Amaru. 
En este periodo, el Gobierno central tuvo un total manejo de decisiones a escala global, al punto de gobernar sin un parlamento y únicamente bajo designio. De esta manera, se buscó fomentar la participación de la ciudadanía abandonada, mediante propuestas como la Reforma Agraria de 1969, mediante la cual se expropiaron tierras y latifundios, lo que tuvo una severa connotación política, ya que fue un golpe importante contra el sistema oligárquico; otras reformas fueron la industrial, educativa y de prensa.
Cabe resaltar, que el gobierno militar ejerció la autodenominada revolución desde arriba, y tuvo una posición crítica frente al comunismo y capitalismo, por lo que quisieron evitar grupos guerrilleros marxistas y promovieron la Doctrina de Seguridad Nacional. A pesar de ello, se practicó un capitalismo de Estado para la ejecución de las reformas, siendo el Estado el eje en los distintos rubros.
En cuanto al carácter antioligárquico, se señaló que los gamonales eran una limitación para el país, por lo que se incorporó a los campesinos para un trato más equitativo, para dar fin al antiguo orden. Adicionalmente, se tuvo una mayor autonomía en cuanto al aspecto internacional. Esto tuvo como resultado la expansión del órgano estatal, que se evidencia mediante la intervención estatal en la vida económica y social, la creación de nuevos ministerios, entidades públicas, empresas estatales y el ejercicio de la institucionalidad sin autonomía. Todo esto se realizó, para cumplir una serie de objetivos: Remover causas estructurales de conflictos sociales, redefinir el esquema de redistribución de riquezas, modernizar la economía y conectar al país.

## Política exterior
En política exterior, en contraste con sus contemporáneos latinoamericanos de la década de 1970, que eran en su mayoría dictaduras militares de derecha, buscó una asociación con el bloque soviético, estrechando las relaciones con Cuba y Fidel Castro, así como con Rumania y Nicolae Ceaușescu, y realizando importantes compras de armamento militar soviético.
Las relaciones entre Estados Unidos y Perú fueron tensas e incluso hostiles, tan pronto como el general Velasco y su junta tomaron el poder.
Apenas cinco días después de que Velasco tomara el poder en 1968, se comenzó la nacionalización de la economía peruana con la expropiación y nacionalización de los campos petroleros de la American International Petroleum Company (IPC) ubicados en el norte peruano y la refinería de Talara en Piura, cerca de la frontera peruana con Ecuador.
 IPC era una filial de Standard Oil, y aunque las reclamaciones sobre la IPC se resolvieron en última instancia en las negociaciones entre los dos gobiernos, los Estados Unidos después de esta incautación ya no consideraban al Perú un aliado o un país amigo. En cambio, la CIA comenzó a organizar planes para desestabilizar y derrocar al gobierno del General Juan Velasco Alvarado. 
Los desacuerdos entre Estados Unidos y el Perú continuaron en una amplia gama de temas, incluso el reclamo peruano de un límite de pesca de 200 millas que dio lugar a la incautación de varios barcos de pesca comercial estadounidenses y la expropiación de la empresa estadounidense de minas de cobre Cerro de Pasco Corporation.
Sin embargo, a pesar de estas provocaciones, los Estados Unidos respondieron de inmediato con ayuda humanitaria en 1970, cuando un terremoto causó la muerte de unas 50,000 personas y dejó a más de 600,000 personas sin hogar. 

## Política militar

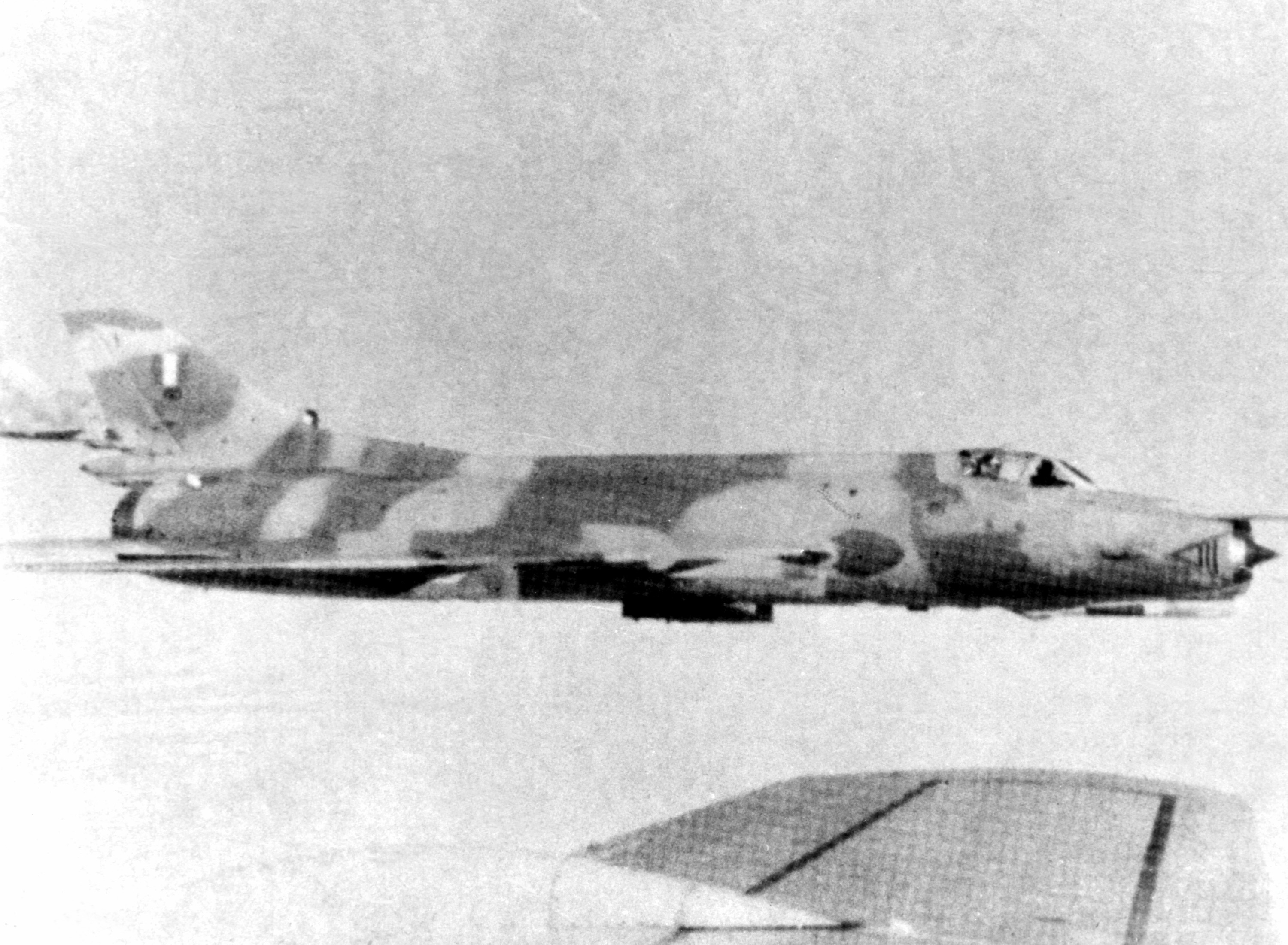
Aviones Sukhoi Su-22 "Fitter F" de la Fuerza Aérea del Perú.

Las Fuerzas Armadas del Perú durante el gobierno de Velasco fue una de las fuerzas armadas más fuertes de América Latina. Consistía en el Ejército del Perú, Fuerza Aérea del Perú y Marina de Guerra del Perú.
Se estima que de 1970 a 1975, Perú gastó hasta 2 mil millones de dólares (aproximadamente 20 mil millones de dólares en la valoración de 2010) en armamento soviético. Según diversas fuentes, el gobierno de Velasco compró entre 600 y 1200 tanques de batalla principales T-55, APC, cerca de 3.500 Vehículos Blindados Ligueros y Anfibios de Desembarco y Ataque terrestre, 90 a 130 aviones de combate Sukhoi 22 y 234 aviones de combate Mirrage-5 y Mirrage-3, 500 000 rifles de asalto AK-74 y 700 000 misiles antitanque además de 600,000 misiles antiaéreos soviéticos y 900 000 misiles de ataque a superficie además de más de 2,600 Helicópteros Mil Mi-8, Mi-17, Mi-25 y Mi-26 e incluso consideró la compra de un portaaviones británico de clase Centaur, el portaaviones HMS Bulwark.
El Ejército del Perú tenía 1200 unidades en total de los tanques de batalla principales T-55 y APC. La Fuerza Aérea del Perú tenía 90 aviones de combate Sukhoi 22 y 234 aviones de combate Mirrage para combate y aviones de transporte Antonov An-26 y An-32, así como helicópteros Mil Mi-8, Mi-17, Mi-25 y Mi-26. El buque insignia de Marina de Guerra del Perú fue el BAP Almirante Grau (CLM-81) recibido de los Países Bajos, además ya contaba con muchísimo armamento adquirido previamente además de contar con cerca de 230 000 soldados de combate.